# قلعه سلیم
قلعه سلیم، روستایی از توابع شهرستان کیار در استان چهارمحال و بختیاری است.

## مردم
مردم این‌ روستا به گویش بختیاری صحبت می کنند.

## جمعیت
این روستا در دهستان کیار شرقی قرار دارد و براساس سرشماری مرکز آمار ایران در سال ۱۳۸۵، جمعیت آن ۴۳۹ نفر (۱۱۱خانوار) بوده‌است.